# Patsy Cline
Patsy Cline, właśc. Virginia Patterson Hensley (ur. 8 września 1932 w Winchester, zm. 5 marca 1963 w pobliżu Camden) – amerykańska piosenkarka muzyki country i pop. Ballada z roku 1961 "Crazy" autorstwa Williego Nelsona w jej wykonaniu została umieszczona przez magazyn muzyczny Rolling Stone na 85 miejscu listy "500 najlepszych piosenek wszech czasów".
Zginęła w katastrofie lotniczej w leśnych okolicach Camden (Tennessee).

## Dyskografia

### Albumy studyjne
- Patsy Cline (1957, Decca)
- Patsy Cline Showcase (1961, Decca)
- Sentimentally Yours (1962, Decca)
- Portrait Of Patsy Cline (1964, Decca)
- That's How A Heartache Begins (1964, Decca)
- Always (1980, MCA)

### Kompilacje
- The Patsy Cline Story (1963, Decca)
- A Tribute To Patsy Cline (1964, Decca)
- Patsy Cline's Greatest Hits (1967, Decca)
- The Last Sessions (1980, MCA)
- Sweet Dreams, The Life And Time Of Patsy Cline (1985, MCA)
- Today, Tomorrow And Forever (1985, MCA)
- 12 Greatest Hits (1986, MCA)
- Live At The Opry (1988, MCA)
- The Patsy Cline Collection (1991, MCA)
- Classic Patsy Cline: 20th Century (1999, MCA)
- Songs Of Love (2002)

### Single
- "A Church, A Courtroom, and Then Goodbye" (1955)
- "Hidin' Out" (1955)
- "I Love You, Honey" (1956)
- "I've Loved and Lost Again" (1956)
- "Walkin' after Midnight" (1957)
- "A Poor Man's Roses" (1957)
- "Today, Tomorrow and Forever" (1957)
- "Three Cigarettes in an Ashtray" (1957)
- "I Don't Wanta" (1957)
- "Stop the World" (1958)
- "Come On In" (1958)
- "I Can See an Angel" (1958)
- "If I Could See the World" (1958)
- "Yes, I Understand" (1959)
- "Gotta Lot of Rhythm in My Soul" (1959)
- "Lovesick Blues" (1960)
- "Crazy Dreams" (1960)
- "I Fall to Pieces" (1961)
- "Crazy" (1961)
- "Who Can I Count On?" (1961)
- "She's Got You" (1962)
- "Strange" (1962)
- "When I Get Thru With You" (1962)
- "Imagine That" (1962)
- "So Wrong" (1962)
- "You're Stronger Than Me" (1962)
- "Heartaches" (1962)
- "Why Can't He Be You?" (1962)
- "You Were Only Fooling" (1962)
- "Leavin' On Your Mind" (1963)
- "Sweet Dreams" (1963)
- "Faded Love" (1963)
- "When You Need A Laugh" (1963)
- "Your Kinda Love" (1964)
- "That's How a Heartache Begins" (1964)
- "He Called Me Baby" (1964)
- "Your Cheatin' Heart" (1965)
- "South of the Border" (1965)
- "I Love You So Much It Hurts" (1965)
- "Shoes" (1966)
- "That's My Desire" (1966)
- "You Took Him Off My Hands" (1967)
- "True Love" (1967)
- "Always" (1968)
- "You Made Me Love You" (1968)
- "Anytime" (1968)
- "Crazy Arms" (1969)
- "Always" (1980)
- "I Fall to Pieces" (1980)
- "Have You Ever Been Lonely" (1981) (duet z Jimem Reeves‘em)
- "I Fall to Pieces" (1982) (duet z Jimem Reeves‘em)